# Skowronek
Pour les articles homonymes, voir Skowronek (homonymie).
Skowronek (signifiant « alouette », en polonais) est un étalon reproducteur arabe, né en 1908 ou 1909. Élevé par le comte Józef Potocki au haras d'Antoniny en Pologne, il est exporté en Angleterre encore tout jeune. Lady Wentworth l'acquiert. Skowronek devient un étalon fondateur à Crabbet Arabian Stud, notamment par croisement avec la lignée de Mesaoud. 
Skowronek est un étalon gris, d'assez petite taille, remarqué pour son type arabe très apparent, tout particulièrement au niveau de sa tête, et pour sa conformation très correcte. Lady Wentworth a préféré élever des chevaux arabes plus grands, mais a aussi choisi de préserver le type et la beauté de la race, un objectif que Skowronek lui a permis d'accomplir. Il est connu comme le « cheval arabe du siècle ». Sa lignée a donné plus de 1 000 champions en 15 ans.

## Histoire

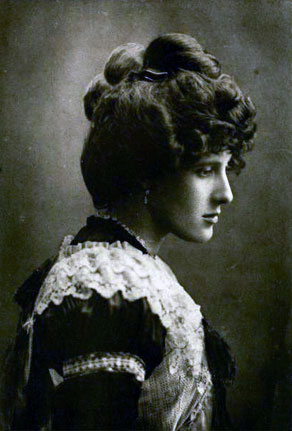
Lady Wentworth, propriétaire de Skowronek.

Skowronek est importé vers l'Angleterre en 1913. Le peintre anglais Walter Winans l'acquiert auprès du haras d'Antoniny, propriété du comte Josef Potocki, en Pologne. Winas y était originellement invité pour chasser dans la réserve privée du comte Potocki, Piławin, située au nord d'Antoniny, mais il a été frappé par la beauté des chevaux de Potocki et, sur les conseils de ce dernier, a acheté Skowronek pour £150.
Winans utilise Skowronek comme modèle pour plusieurs de ses bronzes, puis le revend à M. Webb Wares « qui le monte comme un hack », lequel le re-vend à H.V. Musgrave Clark, qui pour la première fois le montre en public et l'emploie comme étalon reproducteur, attirant l'attention de Lady Wentworth.
Les circonstances dans lesquelles Lady Wentworth a acquis Skowronek restent peu claires. Clark pensait vendre son cheval à un exportateur américain, mais à la dernière minute, cet export a été annulé et Lady Wentworth s'est révélée être la nouvelle propriétaire de Skowronek. Clark était l'un de ses rivaux en tant qu'éleveur de chevaux arabes. Lady Wentworth semble avoir fait appel à un agent pour faire diversion ; si Clark avait appris qu'elle était intéressée par son cheval, il aurait probablement augmenté le prix ou refusé de le lui vendre. Clark a été furieux de découvrir la vérité ; les deux éleveurs ont entretenu de mauvaises relations par la suite.
Skowronek devient un étalon très connu en Angleterre. Lady Wentworth explique plus tard avoir reçu un câble « depuis les Antipodes », adressé à « Skowronek, England ». Un événement largement commenté est son refus d'une offre d'achat de $250,000, de la part du haras de Tersk, en Union soviétique. La commercialisation des poulains du haras de Crabbet issus de Skowronek s'est révélée extrêmement fructueuse, sa progéniture ayant été vendue non-seulement en Angleterre, mais aussi en Australie, au Brésil, en Égypte, en Hongrie, en Espagne, en Union soviétique, et aux États-Unis.
Skowronek meurt en février 1930, à l'âge de 22 ans. Lady Wentworth fait don de son squelette au British Museum de Londres, qui le conserve caché du public. Elle informe que « trois experts » l'ont autopsié et avance qu'il avait 17 paires de côtes, 5 vertèbres lombaires et 16 vertèbres de queue.

## Pedigree
| Origines de Skowronek, gris, né en Pologne en 1908 ou 1909, | Origines de Skowronek, gris, né en Pologne en 1908 ou 1909, | Origines de Skowronek, gris, né en Pologne en 1908 ou 1909, | Origines de Skowronek, gris, né en Pologne en 1908 ou 1909, |
| ----------------------------------------------------------- | ----------------------------------------------------------- | ----------------------------------------------------------- | ----------------------------------------------------------- |
| Père Ibrahim, d.b.**                                        | d.b.                                                        |                                                             |                                                             |
| Père Ibrahim, d.b.**                                        | d.b.                                                        |                                                             |                                                             |
| Père Ibrahim, d.b.**                                        | d.b.                                                        |                                                             |                                                             |
| Père Ibrahim, d.b.**                                        | d.b.                                                        |                                                             |                                                             |
| Père Ibrahim, d.b.**                                        | d.b.                                                        |                                                             |                                                             |
| Père Ibrahim, d.b.**                                        |                                                             |                                                             |                                                             |
| Père Ibrahim, d.b.**                                        |                                                             |                                                             |                                                             |
| Père Ibrahim, d.b.**                                        |                                                             |                                                             |                                                             |
| Mère Jaskoulka 1891                                         | Rymnik g. 1876                                              | Kortez 1870                                                 | Cercle                                                      |
| Mère Jaskoulka 1891                                         | Rymnik g. 1876                                              | Kortez 1870                                                 | Gonta                                                       |
| Mère Jaskoulka 1891                                         | Rymnik g. 1876                                              | Hama                                                        | Kohejlan-Abu-Argub                                          |
| Mère Jaskoulka 1891                                         | Rymnik g. 1876                                              | Hama                                                        | Caramba                                                     |
| Mère Jaskoulka 1891                                         | Epopeja 1897                                                | Derwisz 1858                                                | d.b.                                                        |
| Mère Jaskoulka 1891                                         | Epopeja 1897                                                | Derwisz 1858                                                | d.b.                                                        |
| Mère Jaskoulka 1891                                         | Epopeja 1897                                                | Lira 1868                                                   | Obejan-Maciuk                                               |
| Mère Jaskoulka 1891                                         | Epopeja 1897                                                | Lira 1868                                                   | Kreolka                                                     |

Une controverse a toujours existé au sujet du pedigree de Skowronek, même de son vivant. Lady Wentworth a certifié elle-même que Skowronek était un Pur-sang arabe (ou asil).
Ce questionnement découle de deux facteurs. Son père Ibrahim est bien indiqué comme desert-bred (db), mais a été importé en Pologne via la Turquie, ce qui fait dire qu'il ne s'agissait pas d'un cheval de race Arabe, mais d'un Turkoman. Lady Wentworth note que le comte Potocki a enregistré Ibrahim en tant que « Kehilan Ajuz », cela attestant une origine pure. La seconde découle du fait que les chevaux polonais de cette époque étaient souvent croisés avec le Pur-sang et des juments non-arabes, ce qui a poussé certains à questionner la précision des stud-books polonais. Une confusion subséquente émerge car certains éleveurs européens se réfèrent aux chevaux polonais en fonction du lieu où ils sont nés, plutôt que par pedigree, et par là, les chevaux signalés par Potocki comme n'étant pas « desert-bred » pourraient être nés en Pologne. Wentworth a commenté cette assertion, avançant « Confusing locality of birth with blood of origin is indeed a favourite error... ».
La mère de Skowronek, Jaskoulka (également connue comme Jakolka, Yascoulka ou Yaskolka ; du polonais jaskółka, « hirondelle ») était probablement une Pur-sang arabe élevée en Pologne. Les Polonais élèvent alors des chevaux arabes depuis des siècles, et conservent précautionneusement les enregistrements des pedigree au moins depuis 1800. Le pedigree de Jaskoulka montre que son père est Rymnik, et sa mère Epopeja (également écrit Epopeia ou Epopya). Les tribus bédouines qui ont élevé Ibrahim ont été identifiées, au moins avec le nom de lignée de son père et de sa mère. Cependant, en raison de cette controverse, certaines associations privées d'éleveurs de chevaux arabes, telles que Al Khamsa, ont exclu les descendants de Skowronek.

## Descendance
Skowronek a généralement été croisé avec des juments filles ou petites-filles de l'étalon Mesaoud, un autre grand reproducteur de Crabbet, élevé par Ali Pasha Sherif et importé depuis l'Égypte par les parents de Lady Wentworth's, Wilfrid et Lady Anne Blunt.
Il a donné 46 poulains au total, dont 23 mâles and 23 pouliches. 39 portent un nom identifiable, et 27 apparaissent dans les pedigree des chevaux arabes américains. Parmi les plus fameux descendants de Skowronek figurent son fils Raffles, acquis par l'éleveur américain Roger Selby, et les étalons Raswan et Raseyn, exportés vers le haras de W. K. Kellogg aux Etats-Unis. Un autre de ses fils, Naseem, souvent considéré comme étant le meilleur de tous, a été exporté vers le haras de Tersk en Union soviétique, où il a eu pour descendants les fameux Negatiw et Naborr. Quatre de ses filles, dont Reyna et Jalila, ont été vendues au Duc de Veragua en Espagne.